# Les Innommables (roman de Patrick Cauvin)
Pour les articles homonymes, voir Les Innommables.
Les Innommables est un roman de Patrick Cauvin signé sous son vrai nom de Claude Klotz, paru aux éditions Christian Bourgois en 1971. Il est illustré par Jean Gourmelin.

## Résumé
Ce roman part d'un postulat qu'il faut accepter : partant du principe que les sons sont des ondes et que le génie humain a été capable de capter ces sons pour les reproduire (magnétophones, disques et autre supports), l'auteur imagine que tous les sons du monde sont inscrits quelque part dans les pierres de notre environnement ou dans les roches des grottes. Quand le génie humain sera capable de décrypter ces sons avec un appareil à inventer... il n'y aura plus qu'à écouter les histoires que les pierres qui ont vu passer toutes les grandes époques historiques auront à nous révéler en nous en restituant même les dialogues.
Ce théorème de base étant admis, l'auteur nous entraîne dans une grotte préhistorique et nous convie à suivre le quotidien d'une horde. Le récit suit une « famille » dans son errance dans la nature à la recherche de la nourriture, d'abris ou fuyant les bandes rivales. L'écriture est sèche et tente de nous montrer toute la cruauté de cette époque, de ses relations non encore codifiées et où seule la survie importe. Ainsi, une vieille femme décède pendant un voyage et son corps au lieu d'être pleuré ou enterré, est dépecé afin que sa peau serve de protection contre un soleil terrible.

## Réception critique
Un critique de la revue Fiction présente la démarche de l'écrivain : « Claude Klotz a décidé d'écrire son récit avec une mentalité préhistorique mais dans un langage moderne », concluant que « Tout cela est très savoureux et donne un livre exceptionnel qui est, véritablement, de la science-fiction au sens le plus profond du terme, puisqu'il l'est au niveau de l'écriture ».
Jean-Marc Ligny loue « un style aussi tortueux et juteux que ses lianes préhensibles » et les dessins de Jean Gourmelin, mais regrette que « pour l'épilogue, le lyrisme se fait vrai donc pompeux, et le propos nébuleux ».
Roger Bozzetto rappelle que Claude Klotz a imaginé le récit à partir d'un cours sur la Préhistoire dans un Collège d'enseignement technique. Le résultat lui apparaît comme « absolument délirant et d'une rigueur étonnante […]. Livre leurre à l'invention étonnante, […] étrange objet littéraire ».
Dans ses Mémoires d'une fourmi, Bernard Werber raconte avoir interviewé Patrick Cauvin pour un petit magazine, auteur dont il avait lu « Les Innommables, le récit hilarant de la vie d'une tribu d'hommes préhistoriques ».